# Eldridge (Alabama)
Eldridge – miasto w Stanach Zjednoczonych, w stanie Alabama, w hrabstwie Walker. W roku 2023 miasto zamieszkiwało 137 osób, a gęstość zaludnienia wynosiła 76,1 osoby/km².